# Assedio di Milano (222 a.C.)
L'assedio di Milano fu uno degli episodi principali della conquista romana della Gallia Cisalpina, che portò alla capitolazione di Milano e alla sua conquista da parte dell'esercito romano a scapito delle tribù celtiche insubri, che fondarono secoli prima questo centro abitato.

## Antefatti
A un certo punto della campagna romana di conquista della Gallia Cisalpina i consoli Marco Claudio Marcello e Gneo Cornelio Scipione Calvo ebbero importanti scontri con le tribù celtiche degli Insubri e dei Gesati presso Acerrae (la moderna Pizzighettone). Marco Claudio Marcello seguì alcune truppe celtiche attraversando il Po e assediando Clastidium (la moderna Casteggio), dove ottenne le spolia opima dei capi militari nemici.

## Assedio
Gneo Cornelio Scipione, dopo il vittorioso assedio di Clastidium di Marco Claudio Marcello, attaccò e assediò con successo l'oppidum celtico di Mediolanum (la moderna Milano), ponendo così fine alla guerra. L'assedio, che fu breve ma sanguinoso, fu vinto con uno stratagemma: i Romani, giunti nei pressi di Mediolanum, dove nel frattempo si erano rifugiati i Celti dopo le sconfitte precedenti, simularono una ritirata verso Acerrae.
I Celti, convinti che i Romani fossero in difficoltà, uscirono da Mediolanum e attaccarono le retroguardie dell'esercito romano. Dopo una prima fase in cui ebbero la meglio, i Celti subirono un capovolgimento delle sorti della battaglia, con i Romani che contrattaccarono e vinsero la battaglia, soprattutto grazie alla migliore preparazione militare. I Romani entrarono poi facilmente a Mediolanum. In seguito i due consoli celebrarono il trionfo sugli Insubri e sui Germani dedicando un tempio alla dea Virtus.